# Policijska uprava Novo mesto
Policijska uprava Novo mesto je policijska uprava slovenske policije s sedežem na Ljubljanski cesti 30 (Novo mesto). Trenutni (2016) direktor uprave je Janez Ogulin.

## Zgodovina
Policijska uprava je bila ustanovljena 27. februarja 1999, ko je pričel veljati Odlok o ustanovitvi, območju in sedežu policijskih uprav v Republiki Sloveniji.

## Organizacija

### Splošne postaje
Pod policijsko upravo Novo mesto spada 9 policijskih postaj, in sicer:
- Policijska postaja Novo mesto
- Policijska postaja Dolenjske Toplice (ustanovljena 1. oktobra 2008 z reorganiziranjem policijskega oddelka Dolenjske Toplice)[2]
- Policijska postaja Šentjernej (ustanovljena 1. oktobra 2008 z reorganiziranjem policijskega oddelka Šentjernej)[2]
  - Policijska pisarna Žužemberk
- Policijska postaja Črnomelj
  - Policijska pisarna Semič
  - Policijska pisarna Vinica
- Policijska postaja Metlika
- Policijska postaja Trebnje
  - Policijska pisarna Mokronog
- Policijska postaja Brežice (pripojena leta 2011[3])
  - Policijska pisarna Bizeljsko (pripojena leta 2011[3])
- Policijska postaja Krško (pripojena leta 2011[3])
  - Policijska pisarna Kostanjevica na Krki (pripojena leta 2011[3])
- Policijska postaja Sevnica (pripojena leta 2011[3])

### Mejna policija
- Postaja mejne policije Dobova (pripojena leta 2011[3])
- Postaja mejne policije Metlika
- Postaja mejne policije Obrežje (pripojena leta 2011[3])

### Posebne postaje
- Postaja prometne policije Novo mesto (31. maja 2011 je bila postaja prometne policije Krško ukinjena, moštvo pa dodeljeno postaji Novo mesto) [3]